# Toksikogenomika
Toksikogenomika je naučno polje koje se bavi sakupljanjem, interpretacijom, i čuvanjem informacija o genskoj i proteinskoj aktivnosti u okviru ćelije ili tkiva jednog organizma u odgovoru na toksične substance. Toksikogenomika kombinuje toksikologiju sa genomikom i drugim visoko protočnim tehnologijama za molekularno profiliranje, kao što su transkriptomika, proteomika i metabolomika. Toksikogenomika nastoji da osvetli molekularne mehanizme koji su evoluirali kao izraz toksičnosti, i da formuliše obrasce molekularnog izražavanja (i.e., molekularne biomarkere) radi predviđanja toksičnosti ili genetičke susceptibilnosti na nju.
U farmaceutskim istraživanjima toksikogenomika se definiše kao izučavanje strukture i funkcije genoma u odgovoru na nepoželjno ksenobiotsko izlaganje. Ona je toksilološka potdisciplina farmakogenomike, koja je široko definisana kao izučavanje inter-individualnih varijacija celog genoma ili kandidatove genske mape jednonukleotidnih polimorfizama, haplotipnih markera, i alteracija ekspresije gena, koja potencijalno može da bude u korelaciji sa responsom na lek (Lesko and Woodcock 2004, Lesko et al. 2003). Mada se termin toksikogenomika prvi put pojavio u literaturi 1999. godine (Nuwaysir et al.) on je već ušao u široku primenu u farmaceutskoj industriji. Termin još uvek nije univerzalno prihvaćen, i postoji više alternativa, kao što je hemogenomika, kojim se esencijalno opisuje ista oblast (Fielden et al., 2005).
Priroda i kompleksnost podataka (njihov obim i varijabilnost) stvaraju potrebu za visoko razvijenim procesima automatskog rukovanja i skladištenja. Analiza obično podrazumeva primenu širokog spektra of bioinformatičkih i statističkih pristupa. Jedan od stalno korištenih metoda je statistička klasifikacija.

## Spoljašnje veze
- [http://ctdbase.org/
- [https://wayback.archive-it.org/all/20071029174920/http://www.ohsu.edu/croet/research/centers/toxicogenomics/whatis.html
- [http://www.innomed-predtox.com/